# Tour de Romandie féminin 2023
La 2e édition du Tour de Romandie féminin, a lieu du 15 au 17 septembre 2023. Il s'agit d'une épreuve de l'UCI World Tour féminin.
Sofia Bertizzolo remporte la première étape au sprint. Le lendemain, Demi Vollering devance Katarzyna Niewiadoma dans un duel. La dernière étape est gagnée par Liane Lippert. Demi Vollering remporte l'épreuve devant Katarzyna Niewiadoma et Marlen Reusser. Sofia Bertizzolo gagne le classement par points, Loes Adegeest celui de la montagne et Ricarda Bauernfeind celui de la meilleure jeune.

## Présentation

### Parcours
La première étape comprend trois ascensions : Miendes (1,7 km à 8%) est monté deux fois et celle d'Arrissoules (2,9 km à 8%) une fois. La suivante comprend une longue ascension vers Mosses, mais surtout une arrivée au sommet avec 10 km à 6% vers Torgon. La dernière étape comporte quatre ascensions, mais la dernière se trouve à une trentaine de kilomètres de la ligne.

### Équipes
| UCI Women's WorldTeams (14)- Canyon-SRAM Racing - Team DSM-Firmenich - EF Education-TIBCO-SVB - FDJ-Suez - Fenix-Deceuninck - Human Powered Health - Israel-Premier Tech Roland - Team Jumbo-Visma - Liv Racing TeqFind - Movistar Team - Team Jayco AlUla - SD Worx - Lidl-Trek - UAE Team ADQ Équipes féminines continentales (2)- AG Insurance - Soudal Quick-Step Team - Ceratizit-WNT Pro Cycling Équipe nationale- Suisse |
| |

## Étapes
| Étape     | Date     | Villes étapes                         | type                      | Distance (km) | Vainqueur d'étape | Leader du classement général |
| --------- | -------- | ------------------------------------- | ------------------------- | ------------- | ----------------- | ---------------------------- |
| 1re étape | 15 sept. | Yverdon-les-Bains – Yverdon-les-Bains | étape de moyenne montagne | 144,1         | Sofia Bertizzolo  | Sofia Bertizzolo             |
| 2e étape  | 16 sept. | Romont – Torgon                       | étape de montagne         | 110,8         | Demi Vollering    | Demi Vollering               |
| 3e étape  | 17 sept. | Vernier – Nyon                        | étape de moyenne montagne | 131,9         | Liane Lippert     | Demi Vollering               |

## Déroulement de la course

### 1reétape
Clara Honsinger s'échappe seule. Elle obtient un avantage de quatre minutes. Elle est reprise dans les pentes d'Arrissoules. Juste avant le sommet, Katarzyna Niewiadoma attaque avec Demi Vollering dans la roue. Niamh Fisher-Black contre, mais est reprise. Dans la descente, Marlen Reusser, Elise Chabbey, rapidement suivies par Amber Kraak, prennent de l'avance. Le peloton les reprend rapidement. D'autres coureuses tentent des offensives, mais sans succès. Carina Schrempf sort à trois kilomètres de l'arrivée. Elle semble avoir réussi à tromper le peloton, mais est dépassé dans les tout derniers mètres par Sofia Bertizzolo alors qu'elle lève les bras trop prématurément.
| \| Classement de l'étape \| Classement de l'étape \| Classement de l'étape \| Classement de l'étape \| Classement de l'étape \| \| Coureuse \| Coureuse \| Pays \| Équipe \| Temps \| \| --------------------- \| --------------------- \| --------------------- \| ------------------------- \| --------------------- \| \| 1re \| Sofia Bertizzolo \| Italie \| UAE Team ADQ \| 3 h 53 min 10 s \| \| 2e \| Carina Schrempf \| Autriche \| Fenix-Deceuninck \| + 0 s \| \| 3e \| Mischa Bredewold \| Pays-Bas \| SD Worx \| + 0 s \| \| 4e \| Soraya Paladin \| Italie \| Canyon-SRAM Racing \| + 0 s \| \| 5e \| Fem van Empel \| Pays-Bas \| Team Jumbo-Visma \| + 0 s \| \| 6e \| Jelena Erić \| Serbie \| Movistar Team \| + 0 s \| \| 7e \| Ruby Roseman-Gannon \| Australie \| Team Jayco AlUla \| + 0 s \| \| 8e \| Elise Chabbey \| Suisse \| Canyon-SRAM Racing \| + 0 s \| \| 9e \| Loes Adegeest \| Pays-Bas \| FDJ-Suez \| + 0 s \| \| 10e \| Marta Lach \| Pologne \| Ceratizit-WNT Pro Cycling \| + 0 s \| |                     |           |                           |                 |
| |                     |           |                           |                 |
| |                     |           |                           |                 |
| Classement de l'étape |                     |           |                           |                 |
| Coureuse | Coureuse            | Pays      | Équipe                    | Temps           |
| 1re | Sofia Bertizzolo    | Italie    | UAE Team ADQ              | 3 h 53 min 10 s |
| 2e | Carina Schrempf     | Autriche  | Fenix-Deceuninck          | + 0 s           |
| 3e | Mischa Bredewold    | Pays-Bas  | SD Worx                   | + 0 s           |
| 4e | Soraya Paladin      | Italie    | Canyon-SRAM Racing        | + 0 s           |
| 5e | Fem van Empel       | Pays-Bas  | Team Jumbo-Visma          | + 0 s           |
| 6e | Jelena Erić         | Serbie    | Movistar Team             | + 0 s           |
| 7e | Ruby Roseman-Gannon | Australie | Team Jayco AlUla          | + 0 s           |
| 8e | Elise Chabbey       | Suisse    | Canyon-SRAM Racing        | + 0 s           |
| 9e | Loes Adegeest       | Pays-Bas  | FDJ-Suez                  | + 0 s           |
| 10e | Marta Lach          | Pologne   | Ceratizit-WNT Pro Cycling | + 0 s           |

| \| Classement général \| Classement général \| Classement général \| Classement général \| Classement général \| \| Coureuse \| Coureuse \| Pays \| Équipe \| Temps \| \| ------------------ \| ------------------- \| ------------------ \| ------------------------- \| ------------------ \| \| 1re \| Sofia Bertizzolo \| Italie \| UAE Team ADQ \| 3 h 53 min 00 s \| \| 2e \| Carina Schrempf \| Autriche \| Fenix-Deceuninck \| + 4 s \| \| 3e \| Mischa Bredewold \| Pays-Bas \| SD Worx \| + 6 s \| \| 4e \| Soraya Paladin \| Italie \| Canyon-SRAM Racing \| + 10 s \| \| 5e \| Fem van Empel \| Pays-Bas \| Team Jumbo-Visma \| + 10 s \| \| 6e \| Jelena Erić \| Serbie \| Movistar Team \| + 10 s \| \| 7e \| Ruby Roseman-Gannon \| Australie \| Team Jayco AlUla \| + 10 s \| \| 8e \| Elise Chabbey \| Suisse \| Canyon-SRAM Racing \| + 10 s \| \| 9e \| Loes Adegeest \| Pays-Bas \| FDJ-Suez \| + 10 s \| \| 10e \| Marta Lach \| Pologne \| Ceratizit-WNT Pro Cycling \| + 10 s \| |                     |           |                           |                 |
| |                     |           |                           |                 |
| |                     |           |                           |                 |
| Classement général |                     |           |                           |                 |
| Coureuse | Coureuse            | Pays      | Équipe                    | Temps           |
| 1re | Sofia Bertizzolo    | Italie    | UAE Team ADQ              | 3 h 53 min 00 s |
| 2e | Carina Schrempf     | Autriche  | Fenix-Deceuninck          | + 4 s           |
| 3e | Mischa Bredewold    | Pays-Bas  | SD Worx                   | + 6 s           |
| 4e | Soraya Paladin      | Italie    | Canyon-SRAM Racing        | + 10 s          |
| 5e | Fem van Empel       | Pays-Bas  | Team Jumbo-Visma          | + 10 s          |
| 6e | Jelena Erić         | Serbie    | Movistar Team             | + 10 s          |
| 7e | Ruby Roseman-Gannon | Australie | Team Jayco AlUla          | + 10 s          |
| 8e | Elise Chabbey       | Suisse    | Canyon-SRAM Racing        | + 10 s          |
| 9e | Loes Adegeest       | Pays-Bas  | FDJ-Suez                  | + 10 s          |
| 10e | Marta Lach          | Pologne   | Ceratizit-WNT Pro Cycling | + 10 s          |

### 2eétape
Marlen Reusser et Élise Chabbey attaquent dans la descente de la première difficulté. La DSM les reprend. Silvia Persico, Anna Shackley et Amber Kraak sortent ensuite. Dans l'ascension vers Torgon, Kraak perd le contact. Le duo est repris à six kilomètres de l'arrivée par un groupe de six favorites. Aux quatre kilomètres, Juliette Labous passe à l'offensive. Elle est suivie par Reusser, Vollering et Niewiadoma. Vollering accélère et seule la Polonaise peut la suivre. Cette dernière doit mener pour éviter un retour de Reusser. Dans ces conditions, Vollering s'impose et prend la tête du classement général.
| \| Classement de l'étape \| Classement de l'étape \| Classement de l'étape \| Classement de l'étape \| Classement de l'étape \| \| Coureuse \| Coureuse \| Pays \| Équipe \| Temps \| \| --------------------- \| --------------------- \| --------------------- \| --------------------- \| --------------------- \| \| 1re \| Demi Vollering \| Pays-Bas \| SD Worx \| 3 h 01 min 19 s \| \| 2e \| Katarzyna Niewiadoma \| Pologne \| Canyon-SRAM Racing \| + 2 s \| \| 3e \| Marlen Reusser \| Suisse \| SD Worx \| + 6 s \| \| 4e \| Juliette Labous \| France \| Team dsm-firmenich \| + 17 s \| \| 5e \| Niamh Fisher-Black \| Nouvelle-Zélande \| SD Worx \| + 27 s \| \| 6e \| Silvia Persico \| Italie \| UAE Team ADQ \| + 1 min 06 s \| \| 7e \| Ricarda Bauernfeind \| Allemagne \| Canyon-SRAM Racing \| + 1 min 06 s \| \| 8e \| Erica Magnaldi \| Italie \| UAE Team ADQ \| + 1 min 06 s \| \| 9e \| Anna Shackley \| Royaume-Uni \| SD Worx \| + 1 min 06 s \| \| 10e \| Gaia Realini \| Italie \| Lidl-Trek \| + 1 min 08 s \| |                      |                  |                    |                 |
| |                      |                  |                    |                 |
| |                      |                  |                    |                 |
| Classement de l'étape |                      |                  |                    |                 |
| Coureuse | Coureuse             | Pays             | Équipe             | Temps           |
| 1re | Demi Vollering       | Pays-Bas         | SD Worx            | 3 h 01 min 19 s |
| 2e | Katarzyna Niewiadoma | Pologne          | Canyon-SRAM Racing | + 2 s           |
| 3e | Marlen Reusser       | Suisse           | SD Worx            | + 6 s           |
| 4e | Juliette Labous      | France           | Team dsm-firmenich | + 17 s          |
| 5e | Niamh Fisher-Black   | Nouvelle-Zélande | SD Worx            | + 27 s          |
| 6e | Silvia Persico       | Italie           | UAE Team ADQ       | + 1 min 06 s    |
| 7e | Ricarda Bauernfeind  | Allemagne        | Canyon-SRAM Racing | + 1 min 06 s    |
| 8e | Erica Magnaldi       | Italie           | UAE Team ADQ       | + 1 min 06 s    |
| 9e | Anna Shackley        | Royaume-Uni      | SD Worx            | + 1 min 06 s    |
| 10e | Gaia Realini         | Italie           | Lidl-Trek          | + 1 min 08 s    |

| \| Classement général \| Classement général \| Classement général \| Classement général \| Classement général \| \| Coureuse \| Coureuse \| Pays \| Équipe \| Temps \| \| ------------------ \| -------------------- \| ------------------ \| ------------------ \| ------------------ \| \| 1re \| Demi Vollering \| Pays-Bas \| SD Worx \| 6 h 54 min 19 s \| \| 2e \| Katarzyna Niewiadoma \| Pologne \| Canyon-SRAM Racing \| + 6 s \| \| 3e \| Marlen Reusser \| Suisse \| SD Worx \| + 12 s \| \| 4e \| Juliette Labous \| France \| Team dsm-firmenich \| + 27 s \| \| 5e \| Niamh Fisher-Black \| Nouvelle-Zélande \| SD Worx \| + 37 s \| \| 6e \| Silvia Persico \| Italie \| UAE Team ADQ \| + 1 min 16 s \| \| 7e \| Ricarda Bauernfeind \| Allemagne \| Canyon-SRAM Racing \| + 1 min 16 s \| \| 8e \| Anna Shackley \| Royaume-Uni \| SD Worx \| + 1 min 16 s \| \| 9e \| Erica Magnaldi \| Italie \| UAE Team ADQ \| + 1 min 16 s \| \| 10e \| Gaia Realini \| Italie \| Lidl-Trek \| + 1 min 18 s \| |                      |                  |                    |                 |
| |                      |                  |                    |                 |
| |                      |                  |                    |                 |
| Classement général |                      |                  |                    |                 |
| Coureuse | Coureuse             | Pays             | Équipe             | Temps           |
| 1re | Demi Vollering       | Pays-Bas         | SD Worx            | 6 h 54 min 19 s |
| 2e | Katarzyna Niewiadoma | Pologne          | Canyon-SRAM Racing | + 6 s           |
| 3e | Marlen Reusser       | Suisse           | SD Worx            | + 12 s          |
| 4e | Juliette Labous      | France           | Team dsm-firmenich | + 27 s          |
| 5e | Niamh Fisher-Black   | Nouvelle-Zélande | SD Worx            | + 37 s          |
| 6e | Silvia Persico       | Italie           | UAE Team ADQ       | + 1 min 16 s    |
| 7e | Ricarda Bauernfeind  | Allemagne        | Canyon-SRAM Racing | + 1 min 16 s    |
| 8e | Anna Shackley        | Royaume-Uni      | SD Worx            | + 1 min 16 s    |
| 9e | Erica Magnaldi       | Italie           | UAE Team ADQ       | + 1 min 16 s    |
| 10e | Gaia Realini         | Italie           | Lidl-Trek          | + 1 min 18 s    |

### 3eétape
Mireia Benito est la première échappée. Elle est rejointe par neuf autres coureuses : Mischa Bredewold, Niamh Fisher-Black, Anna Shackley, Paula Patiño, Élise Chabbey, Becky Storrie, Nienke Vinke, Loes Adegeest, Greta Marturano et Kristen Faulkner. Elles sont reprises à cinquante kilomètres de l'arrivée. Dans la seconde ascension du Molard, Liane Lippert place une accélération. Elle est suivie par Niewiadoma, Vollering et Cecilie Uttrup Ludwig. Le peloton se reforme ensuite. Les attaques s'enchaînent ensuite avec une tentative de Juliette Labous, d'Uttrup Ludwig, de Ricarda Bauernfeind, de nouveau de Labous, de nouveau Bauernfeind, Labous pour une troisième fois, Peperkamp puis Patiño. À chaque fois la SD Worx contrôle. À huit kilomètres du but, Bauernfeind trouve enfin l'ouverture et reste quelques kilomètres en tête. D'autres offensives suivent. L'étape se conclut au sprint et Liane Lippert s'impose.
| \| Classement de l'étape \| Classement de l'étape \| Classement de l'étape \| Classement de l'étape \| Classement de l'étape \| \| Coureuse \| Coureuse \| Pays \| Équipe \| Temps \| \| --------------------- \| --------------------- \| --------------------- \| ------------------------------ \| --------------------- \| \| 1re \| Liane Lippert \| Allemagne \| Movistar Team \| 3 h 18 min 31 s \| \| 2e \| Fem van Empel \| Pays-Bas \| Team Jumbo-Visma \| + 0 s \| \| 3e \| Silvia Persico \| Italie \| UAE Team ADQ \| + 0 s \| \| 4e \| Marlen Reusser \| Suisse \| SD Worx \| + 0 s \| \| 5e \| Ashleigh Moolman \| Afrique du Sud \| AG Insurance-Soudal Quick-Step \| + 0 s \| \| 6e \| Demi Vollering \| Pays-Bas \| SD Worx \| + 0 s \| \| 7e \| Katarzyna Niewiadoma \| Pologne \| Canyon-SRAM Racing \| + 0 s \| \| 8e \| Juliette Labous \| France \| Team dsm-firmenich \| + 0 s \| \| 9e \| Yara Kastelijn \| Pays-Bas \| Fenix-Deceuninck \| + 0 s \| \| 10e \| Ane Santesteban \| Espagne \| Team Jayco AlUla \| + 0 s \| |                      |                |                                |                 |
| |                      |                |                                |                 |
| |                      |                |                                |                 |
| Classement de l'étape |                      |                |                                |                 |
| Coureuse | Coureuse             | Pays           | Équipe                         | Temps           |
| 1re | Liane Lippert        | Allemagne      | Movistar Team                  | 3 h 18 min 31 s |
| 2e | Fem van Empel        | Pays-Bas       | Team Jumbo-Visma               | + 0 s           |
| 3e | Silvia Persico       | Italie         | UAE Team ADQ                   | + 0 s           |
| 4e | Marlen Reusser       | Suisse         | SD Worx                        | + 0 s           |
| 5e | Ashleigh Moolman     | Afrique du Sud | AG Insurance-Soudal Quick-Step | + 0 s           |
| 6e | Demi Vollering       | Pays-Bas       | SD Worx                        | + 0 s           |
| 7e | Katarzyna Niewiadoma | Pologne        | Canyon-SRAM Racing             | + 0 s           |
| 8e | Juliette Labous      | France         | Team dsm-firmenich             | + 0 s           |
| 9e | Yara Kastelijn       | Pays-Bas       | Fenix-Deceuninck               | + 0 s           |
| 10e | Ane Santesteban      | Espagne        | Team Jayco AlUla               | + 0 s           |

## Classements finals

### Classement général final
| \| Classement général \| Classement général \| Classement général \| Classement général \| Classement général \| \| Coureuse \| Coureuse \| Pays \| Équipe \| Temps \| \| ------------------ \| -------------------- \| ------------------ \| ------------------ \| ------------------ \| \| 1re \| Demi Vollering \| Pays-Bas \| SD Worx \| 10 h 12 min 50 s \| \| 2e \| Katarzyna Niewiadoma \| Pologne \| Canyon-SRAM Racing \| + 6 s \| \| 3e \| Marlen Reusser \| Suisse \| SD Worx \| + 12 s \| \| 4e \| Juliette Labous \| France \| Team dsm-firmenich \| + 27 s \| \| 5e \| Silvia Persico \| Italie \| UAE Team ADQ \| + 1 min 12 s \| \| 6e \| Ricarda Bauernfeind \| Allemagne \| Canyon-SRAM Racing \| + 1 min 16 s \| \| 7e \| Anna Shackley \| Royaume-Uni \| SD Worx \| + 1 min 16 s \| \| 8e \| Erica Magnaldi \| Italie \| UAE Team ADQ \| + 1 min 16 s \| \| 9e \| Gaia Realini \| Italie \| Lidl-Trek \| + 1 min 18 s \| \| 10e \| Niamh Fisher-Black \| Nouvelle-Zélande \| SD Worx \| + 1 min 40 s \| |                      |                  |                    |                  |
| |                      |                  |                    |                  |
| |                      |                  |                    |                  |
| Classement général |                      |                  |                    |                  |
| Coureuse | Coureuse             | Pays             | Équipe             | Temps            |
| 1re | Demi Vollering       | Pays-Bas         | SD Worx            | 10 h 12 min 50 s |
| 2e | Katarzyna Niewiadoma | Pologne          | Canyon-SRAM Racing | + 6 s            |
| 3e | Marlen Reusser       | Suisse           | SD Worx            | + 12 s           |
| 4e | Juliette Labous      | France           | Team dsm-firmenich | + 27 s           |
| 5e | Silvia Persico       | Italie           | UAE Team ADQ       | + 1 min 12 s     |
| 6e | Ricarda Bauernfeind  | Allemagne        | Canyon-SRAM Racing | + 1 min 16 s     |
| 7e | Anna Shackley        | Royaume-Uni      | SD Worx            | + 1 min 16 s     |
| 8e | Erica Magnaldi       | Italie           | UAE Team ADQ       | + 1 min 16 s     |
| 9e | Gaia Realini         | Italie           | Lidl-Trek          | + 1 min 18 s     |
| 10e | Niamh Fisher-Black   | Nouvelle-Zélande | SD Worx            | + 1 min 40 s     |

### Points UCI

#### Points attribués
| Position                  | 1er | 2e  | 3e  | 4e  | 5e  | 6e  | 7e  | 8e  | 9e | 10e | 11e | 12e | 13e | 14e | 15e | 16e à 20e | 21e à 30e | 31e à 40e |  |  |
| Classement général        | 400 | 320 | 260 | 220 | 180 | 140 | 120 | 100 | 80 | 68  | 56  | 48  | 40  | 32  | 28  | 24        | 16        | 8         |  |  |
| Étapes et demi-étapes     | 50  | 40  | 30  | 25  | 20  | 18  | 15  | 10  | 8  | 6   |     |     |     |     |     |           |           |           |  |  |
| Port du maillot de leader | 8   |     |     |     |     |     |     |     |    |     |     |     |     |     |     |           |           |           |  |  |

### Classements annexes
| Classement par points | Classement par points | Classement par points | Classement par points  | Classement par points |
| Coureuse              | Coureuse              | Pays                  | Équipe                 | Points                |
| --------------------- | --------------------- | --------------------- | ---------------------- | --------------------- |
| 1re                   | Sofia Bertizzolo      | Italie                | UAE Team ADQ           | 80 pts                |
| 2e                    | Silvia Persico        | Italie                | UAE Team ADQ           | 51 pts                |
| 3e                    | Demi Vollering        | Pays-Bas              | SD Worx                | 50 pts                |
| 4e                    | Liane Lippert         | Allemagne             | Movistar Team          | 50 pts                |
| 5e                    | Fem van Empel         | Pays-Bas              | Team Jumbo-Visma       | 48 pts                |
| 6e                    | Marlen Reusser        | Suisse                | SD Worx                | 40 pts                |
| 7e                    | Katarzyna Niewiadoma  | Pologne               | Canyon-SRAM Racing     | 37 pts                |
| 8e                    | Carina Schrempf       | Autriche              | Fenix-Deceuninck       | 36 pts                |
| 9e                    | Clara Honsinger       | États-Unis            | EF Education-TIBCO-SVB | 30 pts                |
| 10e                   | Juliette Labous       | France                | Team dsm-firmenich     | 29 pts                |

| Classement par points | Classement par points | Classement par points | Classement par points  | Classement par points |
| Coureuse              | Coureuse              | Pays                  | Équipe                 | Points                |
| --------------------- | --------------------- | --------------------- | ---------------------- | --------------------- |
| 1re                   | Sofia Bertizzolo      | Italie                | UAE Team ADQ           | 80 pts                |
| 2e                    | Silvia Persico        | Italie                | UAE Team ADQ           | 51 pts                |
| 3e                    | Demi Vollering        | Pays-Bas              | SD Worx                | 50 pts                |
| 4e                    | Liane Lippert         | Allemagne             | Movistar Team          | 50 pts                |
| 5e                    | Fem van Empel         | Pays-Bas              | Team Jumbo-Visma       | 48 pts                |
| 6e                    | Marlen Reusser        | Suisse                | SD Worx                | 40 pts                |
| 7e                    | Katarzyna Niewiadoma  | Pologne               | Canyon-SRAM Racing     | 37 pts                |
| 8e                    | Carina Schrempf       | Autriche              | Fenix-Deceuninck       | 36 pts                |
| 9e                    | Clara Honsinger       | États-Unis            | EF Education-TIBCO-SVB | 30 pts                |
| 10e                   | Juliette Labous       | France                | Team dsm-firmenich     | 29 pts                |

| Classement de la montagne | Classement de la montagne | Classement de la montagne | Classement de la montagne      | Classement de la montagne |
| Coureuse                  | Coureuse                  | Pays                      | Équipe                         | Points                    |
| ------------------------- | ------------------------- | ------------------------- | ------------------------------ | ------------------------- |
| 1re                       | Loes Adegeest             | Pays-Bas                  | FDJ-Suez                       | 22 pts                    |
| 2e                        | Niamh Fisher-Black        | Nouvelle-Zélande          | SD Worx                        | 20 pts                    |
| 3e                        | Katarzyna Niewiadoma      | Pologne                   | Canyon-SRAM Racing             | 19 pts                    |
| 4e                        | Jolanda Neff              | Suisse                    |                                | 18 pts                    |
| 5e                        | Demi Vollering            | Pays-Bas                  | SD Worx                        | 12 pts                    |
| 6e                        | Mireia Benito             | Espagne                   | AG Insurance-Soudal Quick-Step | 10 pts                    |
| 7e                        | Marlen Reusser            | Suisse                    | SD Worx                        | 6 pts                     |
| 8e                        | Juliette Labous           | France                    | Team dsm-firmenich             | 6 pts                     |
| 9e                        | Elise Chabbey             | Suisse                    | Canyon-SRAM Racing             | 6 pts                     |
| 10e                       | Liane Lippert             | Allemagne                 | Movistar Team                  | 5 pts                     |

| Classement de la montagne | Classement de la montagne | Classement de la montagne | Classement de la montagne      | Classement de la montagne |
| Coureuse                  | Coureuse                  | Pays                      | Équipe                         | Points                    |
| ------------------------- | ------------------------- | ------------------------- | ------------------------------ | ------------------------- |
| 1re                       | Loes Adegeest             | Pays-Bas                  | FDJ-Suez                       | 22 pts                    |
| 2e                        | Niamh Fisher-Black        | Nouvelle-Zélande          | SD Worx                        | 20 pts                    |
| 3e                        | Katarzyna Niewiadoma      | Pologne                   | Canyon-SRAM Racing             | 19 pts                    |
| 4e                        | Jolanda Neff              | Suisse                    |                                | 18 pts                    |
| 5e                        | Demi Vollering            | Pays-Bas                  | SD Worx                        | 12 pts                    |
| 6e                        | Mireia Benito             | Espagne                   | AG Insurance-Soudal Quick-Step | 10 pts                    |
| 7e                        | Marlen Reusser            | Suisse                    | SD Worx                        | 6 pts                     |
| 8e                        | Juliette Labous           | France                    | Team dsm-firmenich             | 6 pts                     |
| 9e                        | Elise Chabbey             | Suisse                    | Canyon-SRAM Racing             | 6 pts                     |
| 10e                       | Liane Lippert             | Allemagne                 | Movistar Team                  | 5 pts                     |

| Classement du meilleur jeune | Classement du meilleur jeune | Classement du meilleur jeune | Classement du meilleur jeune | Classement du meilleur jeune |
| Coureuse                     | Coureuse                     | Pays                         | Équipe                       | Temps                        |
| ---------------------------- | ---------------------------- | ---------------------------- | ---------------------------- | ---------------------------- |
| 1re                          | Ricarda Bauernfeind          | Allemagne                    | Canyon-SRAM Racing           | 10 h 14 min 06 s             |
| 2e                           | Anna Shackley                | Royaume-Uni                  | SD Worx                      | + 0 s                        |
| 3e                           | Gaia Realini                 | Italie                       | Lidl-Trek                    | + 2 s                        |
| 4e                           | Niamh Fisher-Black           | Nouvelle-Zélande             | SD Worx                      | + 24 s                       |
| 5e                           | Fem van Empel                | Pays-Bas                     | Team Jumbo-Visma             | + 1 min 11 s                 |
| 6e                           | Antonia Niedermaier          | Allemagne                    | Canyon-SRAM Racing           | + 1 min 17 s                 |
| 7e                           | Kim Cadzow                   | Nouvelle-Zélande             | Team Jumbo-Visma             | + 2 min 55 s                 |
| 8e                           | Petra Stiasny                | Suisse                       | Fenix-Deceuninck             | + 5 min 15 s                 |
| 9e                           | Caroline Andersson           | Suède                        | Liv Racing TeqFind           | + 10 min 44 s                |
| 10e                          | Ginia-Lara Caluori           | Suisse                       |                              | + 11 min 48 s                |

| Classement du meilleur jeune | Classement du meilleur jeune | Classement du meilleur jeune | Classement du meilleur jeune | Classement du meilleur jeune |
| Coureuse                     | Coureuse                     | Pays                         | Équipe                       | Temps                        |
| ---------------------------- | ---------------------------- | ---------------------------- | ---------------------------- | ---------------------------- |
| 1re                          | Ricarda Bauernfeind          | Allemagne                    | Canyon-SRAM Racing           | 10 h 14 min 06 s             |
| 2e                           | Anna Shackley                | Royaume-Uni                  | SD Worx                      | + 0 s                        |
| 3e                           | Gaia Realini                 | Italie                       | Lidl-Trek                    | + 2 s                        |
| 4e                           | Niamh Fisher-Black           | Nouvelle-Zélande             | SD Worx                      | + 24 s                       |
| 5e                           | Fem van Empel                | Pays-Bas                     | Team Jumbo-Visma             | + 1 min 11 s                 |
| 6e                           | Antonia Niedermaier          | Allemagne                    | Canyon-SRAM Racing           | + 1 min 17 s                 |
| 7e                           | Kim Cadzow                   | Nouvelle-Zélande             | Team Jumbo-Visma             | + 2 min 55 s                 |
| 8e                           | Petra Stiasny                | Suisse                       | Fenix-Deceuninck             | + 5 min 15 s                 |
| 9e                           | Caroline Andersson           | Suède                        | Liv Racing TeqFind           | + 10 min 44 s                |
| 10e                          | Ginia-Lara Caluori           | Suisse                       |                              | + 11 min 48 s                |

| Classement par équipes | Classement par équipes | Classement par équipes | Classement par équipes |
| Équipe                 | Équipe                 | Pays                   | Temps                  |
| ---------------------- | ---------------------- | ---------------------- | ---------------------- |
| 1re                    | SD Worx                | Pays-Bas               | 30 h 39 min 33 s       |
| 2e                     | Canyon-SRAM Racing     | Allemagne              | + 2 min 17 s           |
| 3e                     | UAE Team ADQ           | Émirats arabes unis    | + 8 min 09 s           |
| 4e                     | Team DSM-Firmenich     | Pays-Bas               | + 9 min 14 s           |
| 5e                     | Fenix-Deceuninck       | Belgique               | + 10 min 12 s          |
| 6e                     | Team Jumbo-Visma       | Pays-Bas               | + 10 min 35 s          |
| 7e                     | Movistar Team          | Espagne                | + 17 min 55 s          |

| Classement par équipes | Classement par équipes | Classement par équipes | Classement par équipes |
| Équipe                 | Équipe                 | Pays                   | Temps                  |
| ---------------------- | ---------------------- | ---------------------- | ---------------------- |
| 1re                    | SD Worx                | Pays-Bas               | 30 h 39 min 33 s       |
| 2e                     | Canyon-SRAM Racing     | Allemagne              | + 2 min 17 s           |
| 3e                     | UAE Team ADQ           | Émirats arabes unis    | + 8 min 09 s           |
| 4e                     | Team DSM-Firmenich     | Pays-Bas               | + 9 min 14 s           |
| 5e                     | Fenix-Deceuninck       | Belgique               | + 10 min 12 s          |
| 6e                     | Team Jumbo-Visma       | Pays-Bas               | + 10 min 35 s          |
| 7e                     | Movistar Team          | Espagne                | + 17 min 55 s          |

## Évolution des classements
| Étape              |                           | Vainqueur _      | Classement général | Classement par points | Meilleure grimpeuse | Meilleure jeune     | Meilleure équipe _ |
| ------------------ | ------------------------- | ---------------- | ------------------ | --------------------- | ------------------- | ------------------- | ------------------ |
| 1re étape          | étape de moyenne montagne | Sofia Bertizzolo | Sofia Bertizzolo   | Sofia Bertizzolo      | Loes Adegeest       | Mischa Bredewold    | Canyon-SRAM Racing |
| 2e étape           | étape de montagne         | Demi Vollering   | Demi Vollering     | Sofia Bertizzolo      | Jolanda Neff        | Niamh Fisher-Black  | SD Worx            |
| 3e étape           | étape de moyenne montagne | Liane Lippert    | Demi Vollering     | Sofia Bertizzolo      | Loes Adegeest       | Ricarda Bauernfeind | SD Worx            |
| Classements finals | Classements finals        |                  | Demi Vollering     | Sofia Bertizzolo      | Loes Adegeest       | Ricarda Bauernfeind | non attribué       |

## Liste des participantes
| AG Insurance-Soudal Quick-Step AGS | AG Insurance-Soudal Quick-Step AGS | AG Insurance-Soudal Quick-Step AGS |
| ---------------------------------- | ---------------------------------- | ---------------------------------- |
| Num                                | Coureuse                           | Pos                                |
| 1                                  | Ashleigh Moolman (RSA)             | 12e                                |
| 2                                  | Mireia Benito (ESP)                | 55e                                |
| 3                                  | Julia Borgström (SWE)              | 61e                                |
| 4                                  | Justine Ghekiere (BEL)             | 59e                                |
| 5                                  | Anya Louw (AUS)                    | 54e                                |

| SD Worx SDW | SD Worx SDW                     | SD Worx SDW |
| ----------- | ------------------------------- | ----------- |
| Num         | Coureuse                        | Pos         |
| 11          | Demi Vollering (NED) (route)    | 1re         |
| 12          | Mischa Bredewold (NED)          | 41e         |
| 13          | Niamh Fisher-Black (NZL)        | 10e         |
| 14          | Christine Majerus (LUX) (route) | 66e         |
| 15          | Marlen Reusser (SUI) (route)    | 3e          |
| 16          | Anna Shackley (GBR)             | 7e          |

| Movistar Team MOV | Movistar Team MOV           | Movistar Team MOV |
| ----------------- | --------------------------- | ----------------- |
| Num               | Coureuse                    | Pos               |
| 21                | Liane Lippert (GER) (route) | 15e               |
| 22                | Katrine Aalerud (NOR)       | 74e               |
| 23                | Jelena Erić (SRB) (route)   | 34e               |
| 24                | Floortje Mackaij (NED)      | 53e               |
| 25                | Sara Martín (ESP)           | 60e               |
| 26                | Paula Patiño (COL)          | 20e               |

| Canyon-SRAM Racing CSR | Canyon-SRAM Racing CSR     | Canyon-SRAM Racing CSR |
| ---------------------- | -------------------------- | ---------------------- |
| Num                    | Coureuse                   | Pos                    |
| 31                     | Katarzyna Niewiadoma (POL) | 2e                     |
| 32                     | Ricarda Bauernfeind (GER)  | 6e                     |
| 33                     | Neve Bradbury (AUS)        | 62e                    |
| 34                     | Elise Chabbey (SUI)        | 11e                    |
| 35                     | Antonia Niedermaier (GER)  | 19e                    |
| 36                     | Soraya Paladin (ITA)       | 50e                    |

| Lidl-Trek LTK | Lidl-Trek LTK                      | Lidl-Trek LTK |
| ------------- | ---------------------------------- | ------------- |
| Num           | Coureuse                           | Pos           |
| 41            | Elisa Longo Borghini (ITA) (route) | AB            |
| 42            | Lauretta Hanson (AUS)              | 37e           |
| 43            | Gaia Realini (ITA)                 | 9e            |
| 44            | Amanda Spratt (AUS)                | AB            |

| Team dsm-firmenich DSM | Team dsm-firmenich DSM  | Team dsm-firmenich DSM |
| ---------------------- | ----------------------- | ---------------------- |
| Num                    | Coureuse                | Pos                    |
| 51                     | Juliette Labous (FRA)   | 4e                     |
| 52                     | Eleonora Ciabocco (ITA) | 73e                    |
| 53                     | Esmée Peperkamp (NED)   | 24e                    |
| 54                     | Églantine Rayer (FRA)   | 38e                    |
| 55                     | Becky Storrie (GBR)     | 30e                    |
| 56                     | Nienke Vinke (NED)      | 57e                    |

| FDJ-Suez FST | FDJ-Suez FST                | FDJ-Suez FST |
| ------------ | --------------------------- | ------------ |
| Num          | Coureuse                    | Pos          |
| 61           | Cecilie Uttrup Ludwig (DEN) | 13e          |
| 62           | Loes Adegeest (NED)         | 40e          |
| 63           | Eugénie Duval (FRA)         | AB           |
| 64           | Victorie Guilman (FRA)      | 70e          |
| 65           | Marie Le Net (FRA)          | AB           |
| 66           | Gladys Verhulst (FRA)       | AB           |

| UAE Team ADQ UAD | UAE Team ADQ UAD       | UAE Team ADQ UAD |
| ---------------- | ---------------------- | ---------------- |
| Num              | Coureuse               | Pos              |
| 71               | Erica Magnaldi (ITA)   | 8e               |
| 72               | Alena Amialiusik (BLR) | AB               |
| 73               | Sofia Bertizzolo (ITA) | 47e              |
| 74               | Chiara Consonni (ITA)  | AB               |
| 75               | Alena Ivanchenko (RUS) | 35e              |
| 76               | Silvia Persico (ITA)   | 5e               |

| Team Jumbo-Visma TJV | Team Jumbo-Visma TJV   | Team Jumbo-Visma TJV |
| -------------------- | ---------------------- | -------------------- |
| Num                  | Coureuse               | Pos                  |
| 81                   | Amber Kraak (NED)      | 27e                  |
| 82                   | Teuntje Beekhuis (NED) | 79e                  |
| 83                   | Kim Cadzow (NZL)       | 22e                  |
| 84                   | Rosita Reijnhout (NED) | 36e                  |
| 85                   | Eva van Agt (NED)      | 52e                  |
| 86                   | Fem van Empel (NED)    | 16e                  |

| Fenix-Deceuninck FED | Fenix-Deceuninck FED     | Fenix-Deceuninck FED |
| -------------------- | ------------------------ | -------------------- |
| Num                  | Coureuse                 | Pos                  |
| 91                   | Yara Kastelijn (NED)     | 17e                  |
| 92                   | Evy Kuijpers (NED)       | 80e                  |
| 93                   | Greta Marturano (ITA)    | 18e                  |
| 94                   | Carina Schrempf (AUT)    | 26e                  |
| 95                   | Petra Stiasny (SUI)      | 25e                  |
| 96                   | Julie Van de Velde (BEL) | 63e                  |

| Team Jayco AlUla BEX | Team Jayco AlUla BEX      | Team Jayco AlUla BEX |
| -------------------- | ------------------------- | -------------------- |
| Num                  | Coureuse                  | Pos                  |
| 101                  | Urška Žigart (SLO)        | 32e                  |
| 102                  | Kristen Faulkner (USA)    | 39e                  |
| 103                  | Ingvild Gåskjenn (NOR)    | 68e                  |
| 104                  | Amber Pate (AUS)          | 69e                  |
| 105                  | Ruby Roseman-Gannon (AUS) | 44e                  |
| 106                  | Ane Santesteban (ESP)     | 14e                  |

| Liv Racing TeqFind LIV | Liv Racing TeqFind LIV    | Liv Racing TeqFind LIV |
| ---------------------- | ------------------------- | ---------------------- |
| Num                    | Coureuse                  | Pos                    |
| 111                    | Mavi García (ESP) (route) | 29e                    |
| 112                    | Caroline Andersson (SWE)  | 31e                    |
| 113                    | Thalita de Jong (NED)     | 83e                    |
| 114                    | Valerie Demey (BEL)       | 64e                    |
| 115                    | Sabrina Stultiens (NED)   | 84e                    |
| 116                    | Quinty Ton (NED)          | 49e                    |

| Israel-Premier Tech Roland CGS | Israel-Premier Tech Roland CGS | Israel-Premier Tech Roland CGS |
| ------------------------------ | ------------------------------ | ------------------------------ |
| Num                            | Coureuse                       | Pos                            |
| 121                            | Claire Steels (GBR)            | 21e                            |
| 122                            | Nathalie Eklund (SWE)          | 75e                            |
| 123                            | Silvia Magri (ITA)             | AB                             |
| 124                            | Alice Sharpe (IRL)             | 78e                            |
| 125                            | Elizabeth Stannard (AUS)       | 76e                            |

| Ceratizit-WNT Pro Cycling WNT | Ceratizit-WNT Pro Cycling WNT | Ceratizit-WNT Pro Cycling WNT |
| ----------------------------- | ----------------------------- | ----------------------------- |
| Num                           | Coureuse                      | Pos                           |
| 131                           | Marta Lach (POL)              | 42e                           |
| 132                           | Alice Maria Arzuffi (ITA)     | 58e                           |
| 133                           | Laura Asencio (FRA)           | 45e                           |
| 134                           | Lana Eberle (GER)             | AB                            |
| 135                           | Hanna Nilsson (SWE)           | 51e                           |
| 136                           | Lea Lin Teutenberg (GER)      | AB                            |

| EF Education-TIBCO-SVB TIB | EF Education-TIBCO-SVB TIB    | EF Education-TIBCO-SVB TIB |
| -------------------------- | ----------------------------- | -------------------------- |
| Num                        | Coureuse                      | Pos                        |
| 141                        | Kristabel Doebel-Hickok (USA) | 56e                        |
| 142                        | Letizia Borghesi (ITA)        | 48e                        |
| 143                        | Kathrin Hammes (GER)          | 67e                        |
| 144                        | Clara Honsinger (USA)         | 82e                        |
| 145                        | Sara Poidevin (CAN)           | 77e                        |
| 146                        | Abi Smith (GBR)               | 72e                        |

| Human Powered Health HPW | Human Powered Health HPW   | Human Powered Health HPW |
| ------------------------ | -------------------------- | ------------------------ |
| Num                      | Coureuse                   | Pos                      |
| 151                      | Barbara Malcotti (ITA)     | 46e                      |
| 152                      | Nina Buysman (NED)         | 43e                      |
| 153                      | Henrietta Christie (NZL)   | AB                       |
| 154                      | Marit Raaijmakers (NED)    | 81e                      |
| 155                      | Jesse Vandenbulcke (BEL)   | AB                       |
| 156                      | Eri Yonamine (JPN) (route) | 71e                      |

| Suisse SUI | Suisse SUI         | Suisse SUI |
| ---------- | ------------------ | ---------- |
| Num        | Coureuse           | Pos        |
| 161        | Jolanda Neff       | 28e        |
| 162        | Ginia-Lara Caluori | 33e        |
| 163        | Lea Fuchs          | 65e        |
| 164        | Steffi Häberlin    | 23e        |
| 165        | Lea Huber          | AB         |
| 166        | Nicole Suter       | 85e        |

| AG Insurance-Soudal Quick-Step AGS | AG Insurance-Soudal Quick-Step AGS | AG Insurance-Soudal Quick-Step AGS |
| ---------------------------------- | ---------------------------------- | ---------------------------------- |
| Num                                | Coureuse                           | Pos                                |
| 1                                  | Ashleigh Moolman (RSA)             | 12e                                |
| 2                                  | Mireia Benito (ESP)                | 55e                                |
| 3                                  | Julia Borgström (SWE)              | 61e                                |
| 4                                  | Justine Ghekiere (BEL)             | 59e                                |
| 5                                  | Anya Louw (AUS)                    | 54e                                |

| SD Worx SDW | SD Worx SDW                     | SD Worx SDW |
| ----------- | ------------------------------- | ----------- |
| Num         | Coureuse                        | Pos         |
| 11          | Demi Vollering (NED) (route)    | 1re         |
| 12          | Mischa Bredewold (NED)          | 41e         |
| 13          | Niamh Fisher-Black (NZL)        | 10e         |
| 14          | Christine Majerus (LUX) (route) | 66e         |
| 15          | Marlen Reusser (SUI) (route)    | 3e          |
| 16          | Anna Shackley (GBR)             | 7e          |

| Movistar Team MOV | Movistar Team MOV           | Movistar Team MOV |
| ----------------- | --------------------------- | ----------------- |
| Num               | Coureuse                    | Pos               |
| 21                | Liane Lippert (GER) (route) | 15e               |
| 22                | Katrine Aalerud (NOR)       | 74e               |
| 23                | Jelena Erić (SRB) (route)   | 34e               |
| 24                | Floortje Mackaij (NED)      | 53e               |
| 25                | Sara Martín (ESP)           | 60e               |
| 26                | Paula Patiño (COL)          | 20e               |

| Canyon-SRAM Racing CSR | Canyon-SRAM Racing CSR     | Canyon-SRAM Racing CSR |
| ---------------------- | -------------------------- | ---------------------- |
| Num                    | Coureuse                   | Pos                    |
| 31                     | Katarzyna Niewiadoma (POL) | 2e                     |
| 32                     | Ricarda Bauernfeind (GER)  | 6e                     |
| 33                     | Neve Bradbury (AUS)        | 62e                    |
| 34                     | Elise Chabbey (SUI)        | 11e                    |
| 35                     | Antonia Niedermaier (GER)  | 19e                    |
| 36                     | Soraya Paladin (ITA)       | 50e                    |

| Lidl-Trek LTK | Lidl-Trek LTK                      | Lidl-Trek LTK |
| ------------- | ---------------------------------- | ------------- |
| Num           | Coureuse                           | Pos           |
| 41            | Elisa Longo Borghini (ITA) (route) | AB            |
| 42            | Lauretta Hanson (AUS)              | 37e           |
| 43            | Gaia Realini (ITA)                 | 9e            |
| 44            | Amanda Spratt (AUS)                | AB            |

| Team dsm-firmenich DSM | Team dsm-firmenich DSM  | Team dsm-firmenich DSM |
| ---------------------- | ----------------------- | ---------------------- |
| Num                    | Coureuse                | Pos                    |
| 51                     | Juliette Labous (FRA)   | 4e                     |
| 52                     | Eleonora Ciabocco (ITA) | 73e                    |
| 53                     | Esmée Peperkamp (NED)   | 24e                    |
| 54                     | Églantine Rayer (FRA)   | 38e                    |
| 55                     | Becky Storrie (GBR)     | 30e                    |
| 56                     | Nienke Vinke (NED)      | 57e                    |

| FDJ-Suez FST | FDJ-Suez FST                | FDJ-Suez FST |
| ------------ | --------------------------- | ------------ |
| Num          | Coureuse                    | Pos          |
| 61           | Cecilie Uttrup Ludwig (DEN) | 13e          |
| 62           | Loes Adegeest (NED)         | 40e          |
| 63           | Eugénie Duval (FRA)         | AB           |
| 64           | Victorie Guilman (FRA)      | 70e          |
| 65           | Marie Le Net (FRA)          | AB           |
| 66           | Gladys Verhulst (FRA)       | AB           |

| UAE Team ADQ UAD | UAE Team ADQ UAD       | UAE Team ADQ UAD |
| ---------------- | ---------------------- | ---------------- |
| Num              | Coureuse               | Pos              |
| 71               | Erica Magnaldi (ITA)   | 8e               |
| 72               | Alena Amialiusik (BLR) | AB               |
| 73               | Sofia Bertizzolo (ITA) | 47e              |
| 74               | Chiara Consonni (ITA)  | AB               |
| 75               | Alena Ivanchenko (RUS) | 35e              |
| 76               | Silvia Persico (ITA)   | 5e               |

| Team Jumbo-Visma TJV | Team Jumbo-Visma TJV   | Team Jumbo-Visma TJV |
| -------------------- | ---------------------- | -------------------- |
| Num                  | Coureuse               | Pos                  |
| 81                   | Amber Kraak (NED)      | 27e                  |
| 82                   | Teuntje Beekhuis (NED) | 79e                  |
| 83                   | Kim Cadzow (NZL)       | 22e                  |
| 84                   | Rosita Reijnhout (NED) | 36e                  |
| 85                   | Eva van Agt (NED)      | 52e                  |
| 86                   | Fem van Empel (NED)    | 16e                  |

| Fenix-Deceuninck FED | Fenix-Deceuninck FED     | Fenix-Deceuninck FED |
| -------------------- | ------------------------ | -------------------- |
| Num                  | Coureuse                 | Pos                  |
| 91                   | Yara Kastelijn (NED)     | 17e                  |
| 92                   | Evy Kuijpers (NED)       | 80e                  |
| 93                   | Greta Marturano (ITA)    | 18e                  |
| 94                   | Carina Schrempf (AUT)    | 26e                  |
| 95                   | Petra Stiasny (SUI)      | 25e                  |
| 96                   | Julie Van de Velde (BEL) | 63e                  |

| Team Jayco AlUla BEX | Team Jayco AlUla BEX      | Team Jayco AlUla BEX |
| -------------------- | ------------------------- | -------------------- |
| Num                  | Coureuse                  | Pos                  |
| 101                  | Urška Žigart (SLO)        | 32e                  |
| 102                  | Kristen Faulkner (USA)    | 39e                  |
| 103                  | Ingvild Gåskjenn (NOR)    | 68e                  |
| 104                  | Amber Pate (AUS)          | 69e                  |
| 105                  | Ruby Roseman-Gannon (AUS) | 44e                  |
| 106                  | Ane Santesteban (ESP)     | 14e                  |

| Liv Racing TeqFind LIV | Liv Racing TeqFind LIV    | Liv Racing TeqFind LIV |
| ---------------------- | ------------------------- | ---------------------- |
| Num                    | Coureuse                  | Pos                    |
| 111                    | Mavi García (ESP) (route) | 29e                    |
| 112                    | Caroline Andersson (SWE)  | 31e                    |
| 113                    | Thalita de Jong (NED)     | 83e                    |
| 114                    | Valerie Demey (BEL)       | 64e                    |
| 115                    | Sabrina Stultiens (NED)   | 84e                    |
| 116                    | Quinty Ton (NED)          | 49e                    |

| Israel-Premier Tech Roland CGS | Israel-Premier Tech Roland CGS | Israel-Premier Tech Roland CGS |
| ------------------------------ | ------------------------------ | ------------------------------ |
| Num                            | Coureuse                       | Pos                            |
| 121                            | Claire Steels (GBR)            | 21e                            |
| 122                            | Nathalie Eklund (SWE)          | 75e                            |
| 123                            | Silvia Magri (ITA)             | AB                             |
| 124                            | Alice Sharpe (IRL)             | 78e                            |
| 125                            | Elizabeth Stannard (AUS)       | 76e                            |

| Ceratizit-WNT Pro Cycling WNT | Ceratizit-WNT Pro Cycling WNT | Ceratizit-WNT Pro Cycling WNT |
| ----------------------------- | ----------------------------- | ----------------------------- |
| Num                           | Coureuse                      | Pos                           |
| 131                           | Marta Lach (POL)              | 42e                           |
| 132                           | Alice Maria Arzuffi (ITA)     | 58e                           |
| 133                           | Laura Asencio (FRA)           | 45e                           |
| 134                           | Lana Eberle (GER)             | AB                            |
| 135                           | Hanna Nilsson (SWE)           | 51e                           |
| 136                           | Lea Lin Teutenberg (GER)      | AB                            |

| EF Education-TIBCO-SVB TIB | EF Education-TIBCO-SVB TIB    | EF Education-TIBCO-SVB TIB |
| -------------------------- | ----------------------------- | -------------------------- |
| Num                        | Coureuse                      | Pos                        |
| 141                        | Kristabel Doebel-Hickok (USA) | 56e                        |
| 142                        | Letizia Borghesi (ITA)        | 48e                        |
| 143                        | Kathrin Hammes (GER)          | 67e                        |
| 144                        | Clara Honsinger (USA)         | 82e                        |
| 145                        | Sara Poidevin (CAN)           | 77e                        |
| 146                        | Abi Smith (GBR)               | 72e                        |

| Human Powered Health HPW | Human Powered Health HPW   | Human Powered Health HPW |
| ------------------------ | -------------------------- | ------------------------ |
| Num                      | Coureuse                   | Pos                      |
| 151                      | Barbara Malcotti (ITA)     | 46e                      |
| 152                      | Nina Buysman (NED)         | 43e                      |
| 153                      | Henrietta Christie (NZL)   | AB                       |
| 154                      | Marit Raaijmakers (NED)    | 81e                      |
| 155                      | Jesse Vandenbulcke (BEL)   | AB                       |
| 156                      | Eri Yonamine (JPN) (route) | 71e                      |

| Suisse SUI | Suisse SUI         | Suisse SUI |
| ---------- | ------------------ | ---------- |
| Num        | Coureuse           | Pos        |
| 161        | Jolanda Neff       | 28e        |
| 162        | Ginia-Lara Caluori | 33e        |
| 163        | Lea Fuchs          | 65e        |
| 164        | Steffi Häberlin    | 23e        |
| 165        | Lea Huber          | AB         |
| 166        | Nicole Suter       | 85e        |